# 아시아 프로야구 챔피언십
아시아 프로야구 챔피언십(영어: Asia Professional Baseball Championship, APBC)은 2017년부터 시작된 아시아 3개국 간의 국제 야구 대회이다.
2017년부터 4년에 한번 11월 경에 경기를 펼친다.
2005년부터 2013년까지 개최된 아시아 시리즈가 폐지된 후 대신 신설된 대회이다. 2017년 11월 16일부터 2017년 11월 19일까지 도쿄 돔에서 첫 대회가 개최되었다.

## 특징
- 기존의 아시아 시리즈의 경우 출전 선수의 나이 및 연차에 제한이 없었으나, 이 대회는 24세 이하 또는 프로 입단 3년차 이하의 선수로만 출전이 제한된다. 단 연령에 관계없이 와일드 카드로 3명을 차출할 수 있다. 애초 계획은 올림픽 남자축구처럼 23세 이하였으나, 대만의 강력한 요구로 24세로 연령제한을 한 살 올리고 와일드카드 3명을 추가하였다고 한다.
- 예선 3경기 (팀당 2경기) , 결승 1경기로 총 4경기가 진행되며, 4년에 한 번씩 개최될 예정이다.

## 역대 대회 결과
| 연도          | 개최국 |      | 결승전 | 결승전   | 결승전        |  | 3위 | 3위 | 3위 |
| 연도          | 개최국 | 우승 | 점수   | 준우승   | 3위           |  |     |     |     |
| 2017년 자세히 | 일본   | 일본 | 7 : 0  | 대한민국 | 중화 타이베이 |  |     |     |     |
| 2023년 자세히 | 일본   | 일본 | 4 : 3  | 대한민국 | 중화 타이베이 |  |     |     |     |

## 같이 보기
- 아시아 시리즈
- 한일 프로 야구 슈퍼 게임
- 한일 클럽 챔피언십
- 한국-대만 클럽 챔피언십
- 아시아 야구 선수권 대회
- 유러피안 야구 컵
- 캐리비안 시리즈
- 라틴아메리카 시리즈